# Eva Kaili
Eva Kaili (græsk: Εύα Καϊλή), født i Thessaloniki 26. oktober 1978, er en græsk politiker, der var medlem af Europa-Parlamentet (MEP) fra 2014 til 2024. Tidligere har hun været nyhedsvært på en græsk tv-kanal fra 2004 til 2007 og medlem af Grækenlands parlament for PASOK fra 2007 til 2012.
Hun blev anholdt 9. december 2022 og sigtet for korruption som en del af Qatar-korruptionsskandalen i Europa-Parlamentet. Den 13. december 2022 vedtog parlamentet – med 625 stemmer mod 1 – at fratage hende posten som en af dets 14 vicepræsidenter, en position hun havde haft siden januar 2022.
Efter sin anholdelse blev Kaili varetægtsfængslet i Bruxelles indtil den 14. april 2023, hvor hun blev sat i husarrest med elektronisk fodlænke, en foranstaltning, der blev ophævet 25. maj. Kaili har afvist alle anklager.
Den 9. december 2022 blev Kaili anholdt af belgisk forbundspoliti efter en efterforskning af organiseret kriminalitet, korruption og hvidvaskning af penge forbundet med lobbyindsatsen til støtte for Qatar. En kuffert med kontanter blev fundet sammen med hendes far ved hans anholdelse, og poser med kontanter blev fundet i hendes hjem. Som en del af efterforskningen undersøgte belgisk politi 16 hjem og tilbageholdt mindst fire andre personer, herunder parlamentarisk assistent Francesco Giorgi (Kailis samlever), tidligere MEP Pier Antonio Panzeri og Kailis far, Alexandros Kailis. Over 600.000 € i kontanter havde efterforskere konfiskeret.
Anholdelserne skete mens 2022 FIFA World Cup blev afholdt i Qatar. På det tidspunkt var der betydelig kritik af værterne i EU, men under en tale i Europa-Parlamentet havde Kaili rost landets menneskerettighedshistorie og kritiseret beskyldninger om korruption mod Qatar.